# Calathea soconuscum
Calathea soconuscum är en strimbladsväxtart som beskrevs av Eizi Matuda. Calathea soconuscum ingår i släktet Calathea och familjen strimbladsväxter. Inga underarter finns listade.